# Hermann Gruhl

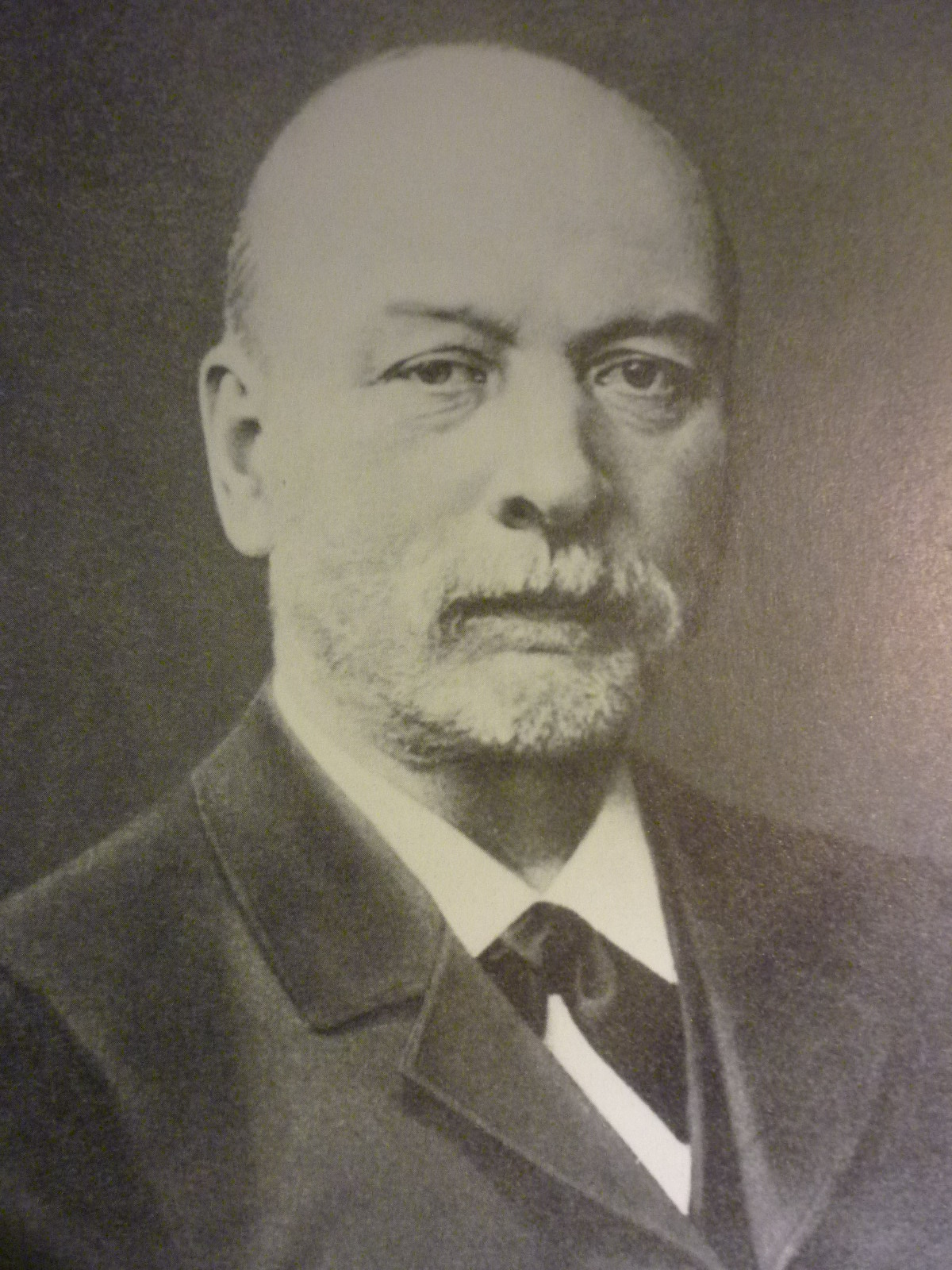
Hermann Gruhl (ca. 1890)

Hermann Eduard Gruhl (* 29. April 1834 in Ziegra; † 8. September 1903 in Brühl) war ein deutscher Bergbauunternehmer. Er gilt als einer der Begründer des industriellen Braunkohlenbergbaus im Rheinland.

## Leben
Gruhl erhielt seine Ausbildung an der Erfurter Gewerbeschule und wirkte danach im Mitteldeutschen Braunkohlenrevier, wo sein älterer Bruder schon in den 1850er Jahren bei Runtahl einige Braunkohlenkonzessionen besaß, die er 1855 zur Werschen-Weißenfelser Braunkohlen AG konsolidierte und weitere Felder dazu erwarb. Nach dem frühen Tod des Bruders, erwarb Hermann Gruhl weitere Anteile an verschiedenen Braunkohlefeldern und begann 1868 im Auftrag von Carl Adolf Riebeck mit der Erschließung der Gruben Ottilie und Kupferhammer bei Oberröblingen. Gruhl konnte 1885 durch Verwendung von Schulzschen Röhrentrocknern, die in seinem Auftrag entwickelt worden waren, die Brikettproduktion der zu den Gruben gehörigen Brikettfabriken erhöhen.
Nachdem er zusammen mit Hermann Bleibtreu mit Braunkohleproben aus der Gegend von Brühl positive Versuche zur Brikettierung in Oberröblingen durchgeführt hatte, beteiligte er sich 1874 mit 48 (von 100) Kuxen an dessen Braunkohlengewerkschaft Bleibtreu, die vorausschauend 1872/73 an der projektierten Eifelstrecke bei Brühl Grubenfelder erworben hatte, die aber nicht in Produktion gingen. Er beteiligte sich stattdessen zusammen mit Bleibtreu mit Aktienkauf und als Berater an der Roddergrube von Friedrich Eduard Behrens, die am 1. März 1877 mit drei Pressen die ersten Briketts im Rheinischen Revier presste. Nach Bleibtreus Tod kaufte Gruhl 1882 dessen Felder bei Heide und Kierberg und weitere Brühler Felder. 1889 begann Gruhl mit der Umsetzung seiner Pläne und errichtete bei Kierberg eine Brikettfabrik, die am 2. September 1892 als Gruhlwerk die ersten Briketts presste. Er veranlasste seine Söhne aus dem Mitteldeutschen Revier nach Brühl zu wechseln. Max übernahm die kaufmännische und 1894 Carl die technische Leitung der Fabrik. Er selbst blieb bis 1899 in Halle wohnen. Der spätere Bergrat Carl Gruhl wurde wegen seiner Verdienste um die Entwicklung der Stadt Brühl zum Ehrenbürger erhoben.
Seine Grubenbesitz in Mitteldeutschland floss in die Anhaltischen Kohlenwerke ein. Gruhl ließ sich 1899 vom Leipziger Architekten Georg Wünschmann in Brühl eine stattliche Jugendstil-Villa errichten, die dann sein Sohn Carl übernahm. 
Die Stadt Brühl ehrte Hermann Gruhl durch die Benennung einer Straße.